# Guillermo Aliaga
Guillermo Alejandro Antonio Aliaga Pajares (Lima, 28 de octubre de 1986) es un abogado y político peruano, fue congresista de la república para el periodo 2020-2021.

## Biografía
Guillermo Alejandro Antonio nació el 28 de octubre de 1986, en el distrito de San Isidro.
Realizó sus estudios escolares en el Colegio San Agustín de la ciudad de Lima, en la cual fue presidente de la Promoción Centenario y deportista preseleccionado por la Federación Deportiva Peruana de Básquetbol. El deporte le permitió obtener una beca para estudiar Derecho en la Universidad de Lima.
Estudió Derecho en la Universidad de Lima, en la cual obtuvo el título de Abogado. Luego de ello estudió una Maestría en Derecho Empresarial en la Universidad de Lima (2011-2013). En 2015, comenzó los estudios de Doctorado en Derecho en la Universidad Nacional Mayor de San Marcos.
En el año 2009 ganó una beca internacional de 4 meses otorgada por el gobierno japonés, para el programa auspiciado por Naciones Unidas The Ship for World Youth Leaders (SWYL 2009). Luego de egresar de este programa formó parte del Ship For World Youth Alumni Association (SWYAA), como conferencista en las convenciones anuales en Egipto y Australia.

## Vida política
Es afiliado a Somos Perú desde 2017. Ocupó el cargo de Secretario General Distrital de Lince por el Partido Democrático Somos Perú desde 2019.

### Congresista
En las elecciones parlamentarias extraordinarias de 2020 postuló al Congreso por el Partido Democrático Somos Perú en representación de Lima Metropolitana y Residentes en el Extranjero, fue elegido para el periodo 2020-2021.
Fue elegido Segundo Vicepresidente de la Mesa Directiva en el Congreso de la República para el periodo 2020 al 2021. Como tal, fue miembro de la Comisión Permanente.
Durante el Segundo proceso de vacancia presidencial contra Martín Vizcarra, Aliaga votó a favor de la declaratoria de incapacidad moral de Martín Vizcarra. La vacancia fue aprobada por 105 parlamentarios el 9 de noviembre de 2020.
Debido a la crisis política que vivió el país, renunció como miembro de la mesa directiva del Congreso de la República el 15 de noviembre de 2020. Fue el vocero de la bancada del Partido Democrático Somos Perú durante noviembre de 2020 a julio de 2021.